# Murat Dżumakejew
Murat Dżumakejew, ros. Мурат Абдукалиевич Джумакеев, (ur. 27 listopada 1973 w Kirgiska SRR) – kirgiski piłkarz, grający na pozycji obrońcy, trener piłkarski.

## Kariera piłkarska

### Kariera klubowa
W 1990 rozpoczął karierę piłkarską w klubie Dostuk Sokuluk. W 1992 przeszedł do Ałgi Biszkek, w którym występował przez 10 lat. Drugą połowę 2002 roku spędził w kazachskim klubie Batys Uralsk. W 2003 roku wrócił do SKA-PWO Bishkek (nowa nazwa Ałgi) i bronił barw klub do momentu jego rozwiązania po sezonie 2005 roku. W 2007 został piłkarzem Abdysz-Ata Kant, w którym zakończył karierę piłkarską.

### Kariera reprezentacyjna
W latach 1993–2003 bronił barw reprezentacji Kirgistanu. Łącznie rozegrał 5 meczów.

## Kariera trenerska
Jeszcze będąc piłkarzem w 2002 rozpoczął karierę szkoleniową łącząc funkcje trenerskie w SKA-PWO Biszkek. Potem po odejściu Nematdżana Zakirowa stał na czele SKA-PWO Bishkek, w którym też łączył funkcje piłkarza. Pracował w klubie do jego rozwiązania. W 2007 powrócił na stanowisko głównego trenera w Abdysz-Ata Kant, a w następnym roku przeniósł się do Kant-77. W 2010 po reaktywacji Ałgi pełnił obowiązki głównego trenera Ałgi Biszkek. Potem trenował Dordoj-94 Biszkek oraz olimpijską i młodzieżową reprezentację Kirgistanu. Od kwietnia 2011 do września 2012 prowadził reprezentację Kirgistanu. 12 września 2012 ponownie został mianowany na głównego trenera młodzieżowej reprezentacji. W 2013 stał na czele Dordoj Biszkek.

## Sukcesy i odznaczenia

### Sukcesy klubowe
- mistrz Kirgistanu: 1992, 1993, 2000, 2001, 2002
- zdobywca Pucharu Kirgistanu: 1992, 1996, 1997, 1998, 1999, 2000, 2001, 2002, 2003